# Цибулько, Юлия Сергеевна
Ю́лия Серге́евна Цибулько (до 2024 — Кутюкова; род. 30 марта 1989, Липецк) — российская волейболистка. Нападающая-доигровщица.

## Биография
Юлия Кутюкова родилась и начала заниматься волейболом в Липецке. Мать Юлии — Марина Кутюкова — в 1995—2001 выступала за липецкую «Магию»/«Стинол» (ныне «Липецк-Индезит»), с 1996 года являясь капитаном команды. В настоящее время М. Кутюкова — тренер группы подготовки волейбольного клуба «Липецк».
В 2003—2010 годах Юлия Кутюкова являлась игроком липецкого «Стинола»/«Индезита». С 2008 выступала за основной состав.
В 2010—2012 — игрок команды «Факел» (Новый Уренгой), в 2012—2013 — «Северсталь» (Череповец), 2013—2015 — «Омичка» (Омск). С 2015 выступает за «Ленинградку» из Санкт-Петербурга. В 2018 заключила контракт с вновь образованным клубом «Локомотив» (Калининград).
Бронзовый призёр чемпионата России 2014. Серебряный призёр Кубка России 2014 (лучший бомбардир финального этапа розыгрыша).
В 2014 году дебютировала в сборной России. В её составе приняла участие в двух международных турнирах — «Монтрё Волей Мастерс» (3-е место) и Кубке Бориса Ельцина (2-е место).
В 2017 в составе сборной участвовала в квалификации чемпионата мира 2018, Кубке Бориса Ельцина (серебряный призёр турнира) и Гран-при.

### Клубная карьера
- 2003—2010 —  «Стинол/Индезит» (Липецк);
- 2010—2012 —  «Факел» (Новый Уренгой);
- 2012—2013 —  «Северянка» (Череповец);
- 2013—2015 —  «Омичка» (Омск);
- 2015—2018 —  «Ленинградка» (Санкт-Петербург);
- 2018—2019 —  «Локомотив» (Калининград);
- 2021—2025 —  «Ленинградка» (Санкт-Петербург).

## Достижения

### Клубные
- серебряный призёр чемпионата России 2019;
  - двукратный бронзовый призёр чемпионатов России — 2014, 2024.
- 3-кратный серебряный призёр розыгрышей Кубка России — 2014, 2023, 2024.

### Со сборной России
- 3-кратный серебряный призёр Кубка Ельцина — 2014, 2017, 2018.